# Москва-Сортувальна-Київська
Москва-Сортувальна-Київська — вузлова залізнична станція Київського напрямку Московської залізниці в Москві. Станція входить до Московсько-Смоленського центру організації роботи залізничних станцій ДЦС-3 Московської дирекції управління рухом; за основним характером роботи є дільничною, за обсягом роботи віднесена до 1 класу.
Розташована за 4 км SW від Москва-Пасажирська-Київська, електропотяги проходять приблизно за 5 хвилин.

## Зупинні пункти
- Поклонна — зупинний пункт, раніше (до 2021 року) — Москва-Сортувальна.
- Мінська — зупинний пункт, має пересадку на станцію «Мінська» Московського метрополітену.